# Дітріх Кнорр
Дітріх Кнорр (нім. Dietrich Knorr; 13 лютого 1912, Дессау — 20 серпня 1940, Біскайська затока) — німецький офіцер-підводник, капітан-лейтенант крігсмаріне.

## Біографія
1 квітня 1931 року вступив на флот. В 1937 році — вахтовий офіцер підводного човна U-10, в 1938/39 роках — U-16. З 24 червня по серпень 1939 року — командир U-53, з 15 січня 1940 року — U-51, на якому здійснив 4 походи (разом 108 днів у морі). 20 серпня 1940 року U-51 був потоплений британським підводним човном «Кашалот» у Біскайській затоці західніше Сен-Назер. Всі 43 члени екіпажу загинули.
Всього за час бойових дій потопив 6 кораблів загальною водотоннажністю 31 020 тонн.
| Дата           | Назва корабля               | Тип                       | Тоннаж | Вантаж                   | Екіпаж | Загинули | Країна             | Конвой |
| -------------- | --------------------------- | ------------------------- | ------ | ------------------------ | ------ | -------- | ------------------ | ------ |
| 22 січня 1940  | Gothia                      | Торговий теплохід         | 1,640  | Паперова маса і сульфати | 23     | 12       | Швеція             |        |
| 29 січня 1940  | Eika                        | Торговий пароплав         | 1,503  | Сіль                     | 18     | 16       | Норвегія           |        |
| 25 червня 1940 | Windsorwood                 | Торговий пароплав         | 5,395  | 7100 тонн вугілля        | 40     | 0        | Британська імперія | OA-172 |
| 25 червня 1940 | Saranac                     | Паровий танкер            | 12,049 | Баласт                   | 44     | 4        | Британська імперія | OA-172 |
| 29 червня 1940 | HMS Willamette Valley (X39) | Спеціальне службове судно | 4,724  | Плавучий вантаж          | 92     | 67       | Британська імперія |        |
| 15 серпня 1940 | Sylvafield                  | Тепловий танкер           | 5,709  | 7860 тонн мазуту         | 39     | 3        | Британська імперія | HX-62  |

## Звання
- Кандидат в офіцери (1 квітня 1931)
- Морський кадет (14 жовтня 1931)
- Фенріх-цур-зее (1 січня 1933)
- Оберфенріх-цур-зее (1 січня 1935)
- Лейтенант-цур-зее (1 квітня 1935)
- Оберлейтенант-цур-зее (1 січня 1937)
- Капітан-лейтенант (1 жовтня 1939)

## Нагороди
- Медаль «За вислугу років у Вермахті» 4-го класу (4 роки)